# Parankylopteryx tenuis
Parankylopteryx tenuis is een insect uit de familie van de gaasvliegen (Chrysopidae), die tot de orde netvleugeligen (Neuroptera) behoort. 
Parankylopteryx tenuis is voor het eerst wetenschappelijk beschreven door Hölzel et al. in 1990.